# Un papero buffone
Un Papero Buffone (Daffy Dilly) è un film del 1948 diretto da Chuck Jones. È un cortometraggio animato della serie Merrie Melodies, prodotto dalla Warner Bros. e uscito negli Stati Uniti il 30 ottobre 1948. Il protagonista del cartone animato è Daffy Duck. Nel 1988 il corto venne incluso nel film compilation Daffy Duck's Quackbusters - Agenzia acchiappafantasmi.

## Trama
Daffy Duck è un venditore di scherzi e trucchi per far ridere, ma i suoi affari non vanno per niente bene. Un giorno viene a sapere che il multimiliardario J.P. Cubish ha promesso un milione di dollari a chiunque lo farà ridere prima che muoia, poiché da cinquant'anni è malato e non riesce più a ridere. Sicuro di poterlo divertire con i suoi trucchi, Daffy si reca alla villa di Cubish, ma il maggiordomo gli impedisce di vedere il miliardario. Daffy tenta in ogni modo di introdursi nella camera da letto di Cubish, ma i suoi tentativi vengono prontamente mandati all'aria dal solerte maggiordomo. Messo alle corde un'ultima volta, Daffy inizia a interrogare il maggiordomo imitando Humphrey Bogart, e accusandolo di essere il colpevole della malattia di Cubish allo scopo di intascare la sua eredità e scappare con la cameriera. Il maggiordomo finisce per convincersi della sua stessa colpevolezza e, spinto da Daffy, scappa dalla villa. Daffy è finalmente libero di entrare in camera di Cubish; una volta dentro, però, non fa nemmeno in tempo a tirar fuori la sua merce che inciampa in un carrello di dolci ricoprendosi completamente con una torta. Cubish trova questo oltremodo divertente, e inizia a ridere sempre più forte: il miliardario inizia così a tirare addosso a Daffy torte in continuazione. Alla fine del cartone, Cubish si è ormai completamente ristabilito e ride fragorosamente in continuazione lanciando dal letto numerose torte a Daffy, che ormai è il suo bersaglio preferito. Daffy, rivolgendosi al pubblico dice "Beh, qualcuno deve pur farlo!".

### InDaffy Duck's Quackbusters - Agenzia acchiappafantasmi
Nel film-contenitore Daffy Duck's Quackbusters - Agenzia acchiappafantasmi questo cartone è il primo a essere presentato e ha un notevole impatto sulla trama complessiva del film. Il finale è infatti modificato: Cubish muore di risate e lascia l'eredità a Daffy Duck, a patto che la usi per fare del bene all'umanità; lo stesso miliardario torna regolarmente in forma di spettro per tormentare Daffy e riprendersi parte del denaro ogni volta che l'avido papero non si comporta bene.

## Distribuzione

### Edizione italiana
Il primo doppiaggio italiano del corto è stato eseguito negli anni ottanta. Il secondo è invece effettuato negli anni duemila.